# Platybrachys vidua
Platybrachys vidua är en insektsart som beskrevs av Stsl 1863. Platybrachys vidua ingår i släktet Platybrachys och familjen Eurybrachidae. Inga underarter finns listade i Catalogue of Life.